# Гжегож Комендарек
Гжегож Комендарек (пол. Grzegorz Komendarek; 13 грудня 1965, Варшава — 21 вересня 2014, Скаржисько-Каменна) — польський шеф-кухар. Також знявся в кількох телесеріалах.

## Біографія
Був членом Польської асоціації кухарів і кондитерів. Популярність здобув роллю шеф-кухаря Гжеся в мильній опері «Злотопольсци» (пол. Złotopolscy). Брав участь у численних майстернях та кулінарних шоу. Загинув у автокатастрофі разом із кулінарною оглядачкою Ганною Шимандерською на експрес-дорозі S7 у Скаржисько-Камєнні. Похоронні урочистості Гжегожа Комендарека відбулися 3 жовтня 2014 року в костелі святого Максиміліана Кольбе у Варшаві. Урна з попелом Комендарека була закладена на Північному кладовищі у Вульці Венґльовій.

## Фільмографія
- 1998—2010: «Злотопольсци» — Гжесьо Ордальський, шеф-кухар у ресторані Марти Габріель
- 1999: «Для хорошого і для поганого» — Роман Гродецький (епізод 5)
- 2007: «Геля в небезпеці» — Ернест (епізод 28)
- 2009: «Для хорошого і поганого» — Едвард Балицький (епізод 385)
- 2011: «Rodzinka.pl» — товстун (епізод 26)